# ماتياس كارلسون (لاعب هوكي الجليد)
ماتياس كارلسون (بالسويدية: Mattias Karlsson)‏ هو لاعب هوكي الجليد سويدي، ولد في 15 أبريل 1985 في أوربرو في السويد.

## وصلات خارجية
- ماتياس كارلسون (لاعب هوكي الجليد) على موقع دوري الهوكي الوطني (الإنجليزية)
- ماتياس كارلسون (لاعب هوكي الجليد) على موقع EliteProspects.com (الإنجليزية)
- ماتياس كارلسون (لاعب هوكي الجليد) على موقع HockeyDB.com (الإنجليزية)